# Хризоколла
Хризоко́лла (от др.-греч. χρυσόκολλα) — минерал класса силикатов, водный силикат меди, которая и придаёт камню синий или голубовато-зелёный цвет.

## Происхождение названия
Название образовано от др.-греч. χρυσός — «золото» и κόλλα — «камедь, клей» или припой (этот минерал в старину использовался для пайки золота). По сути, вернее было бы относить это слово к буре́, которая также была известна под этим именем. Кроме того, под этим собирательным именем можно было встретить все зеленоватые непрозрачные минералы, среди которых даже малахит.
Термин «хризоколла» имеет древнее происхождение: так называл этот минерал ещё в IV веке до н. э. Феофраст.
Плиний под «хризоколлой» понимал малахит. Устаревшее название этого минерала звучит как «малахитовый кремень».
Другое старинное название — элатский (эйлатский) камень — хризоколла получила по копям легендарного царя Соломона, расположенным у Эйлатского залива в Красном море, и одноимённому городу, где её добывали. Эйлатский камень представляет собой не хризоколлу в чистом виде, а прожилки этого минерала в светлых песчаниках.

## Свойства

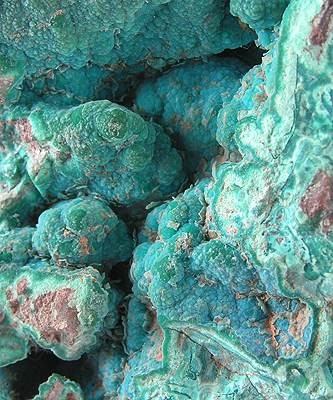
Хризоколла из Аризоны (США)

Хризоколла — очень лёгкий минерал, удельный вес его составляет всего около 2,0—2,2. Твёрдость в зависимости от состава колеблется от 2 до 4 по шкале Мооса (например, если в составе минерала содержится свободный кремнезём, он способен царапать стекло). Из-за непрозрачности оптические данные нестабильны и их использовать достаточно трудно. Блеск от стеклянного до землистого. Двупреломление, дисперсия отсутствуют. Плеохроизм слабый. Спектр поглощения не интерпретируется. Люминесценция отсутствует.
Состав (%): 3,88 — Al2O3; 42,39 — CuO; 36,59 — SiO2; 17,14 — H2O.
Хризоколлу находят в верхних частях жил медных рудников по всему миру. Формы выделения — плотные гроздевидные агрегаты. Хризоколла по составу и внешнему виду очень изменчива из-за наличия большого числа примесей и загрязнений. К примеру, её иногда можно спутать с бирюзой, варисцитом, голубым халцедоном. Хризоколловым кварцем или стелларитом называют агрегат хризоколлы и кварца, эйлатский камень — агрегат хризоколлы, бирюзы и малахита, который находят в окрестностях Эйлата в Израиле.

## Месторождения
Минерал распространён в США (Аризона, Невада), Израиле (Южный округ), Конго (Катанга), Чили, России (Турьинские рудники, Меднорудянское месторождение на Урале), Казахстане.